# 島田喜十郎
島田 喜十郎（しまだ きじゅうろう、1931年 - ）は、日本の土木技師。技術士・土木学会フェロー会員。工学博士（京都大学）。元神戸市港湾局新埠頭連絡橋建設事務所長および垂水工事事務所長。元本州四国連絡橋公団（現：本州四国連絡高速道路）「橋の科学館」橋のマイスター。明石海峡大橋の建設推進および初期調査・技術設計者の１人。
専門は、土木工学・建設工学・橋梁工学。

## 略歴
1931年大阪市生まれ。1953年大阪工業大学工学部土木工学科卒業（土木工学科第1期生）。のちに、京都大学大学院工学研究科にて工学博士（京都大学）。京都大学工学部助手を経て、1959年明石海峡大橋の建設提唱者である原口忠次郎第12代神戸市長を慕い、神戸市に入庁。都市計画・港湾施設の建設に従事すると共に、明石海峡大橋の建設を推進し、架橋に向けた初期技術調査の業務を行う。1970年神戸市港湾局新埠頭連絡橋建設事務所長。阪神高速道路公団、本州四国連絡橋公団（1973年から1979年まで）に出向し、主に、明石海峡大橋の現地調査・構造検討・初期設計業務を担当。さらに、本四3ルート（神戸・鳴門ルート、児島・坂出ルート、尾道・今治ルート) の設計基準・技術問題の研究・検討業務を担当。その後、垂水工事事務所長となり、明石海峡大橋（神戸・鳴門ルート）の架橋実現にむけての専任業務を行う。1992年定年退職。退職後は、島田構造物研究所代表、大阪工業大学非常勤講師、本州四国連絡橋公団（現：本州四国連絡高速道路）「橋の科学館」橋のマイスターなどを務めた。
主な所属学会は、土木学会。主な受賞は、土木学会フェロー会員。主な著書は、明石海峡大橋－夢は海峡を渡る（単著、鹿島出版社1998、学術書）、明石海峡大橋－夢を実現し、さらなるロマンを追う 新版（単著、鹿島出版社2018、学術書）、余白のうめ草（単著、友月書房2005、文学書）。

## 主な研究
- 明石海峡大橋の架橋に関する技術調査・研究
- 本州四国連絡橋計画と設計施工の概要[10]
- 長大吊橋における耐風防振保安装置
- 神戸大橋上部工の工場内製作
- 主ゲタ間隔の異なる連続格子合成ゲタの設計
- 構造用高張力鋼厚板の突合せ溶接継手の疲労強度および継手表面仕上げの影響について - 三菱重工業との共同研究[5]
- 高級鋳鉄管の疲労強度に関する研究 - 大阪市水道局との共同研究[11]